# Pohvizdov
Pohvizdov (polsky Pogwizdów, německy Pogwisdau) je vesnice v jižním Polsku ve Slezském vojvodství v okrese Těšín v gmině Hažlach. Leží na území Těšínského Slezska na řece Olši přímo u českých hranic – na západě sousedí s Loukami, městskou částí Karviné. Podle sčítání lidu v roce 2011 zde žilo 3 695 obyvatel, rozloha obce činí 4,72 km².
První zmínka o Pohvizdově pochází z roku 1447. V 18. století tehdejší majitelé Spensové z Boodenu prodali vesnici Těšínské komoře. Po rozdělení Těšínska v roce 1920 byl Pohvizdov rozhodnutím Konference velvyslanců připojen k Polsku. Místní památkou je klasicistní katolický kostel sv. Jana Nepomuckého z roku 1817.
V 80. letech 20. století vzniklo v severní části Pohvizdova panelové sídliště pro zaměstnance černouhelného dolu Morcinek v Kačicích a továrny na barvy a laky Polifarb v Těšíně-Marklovicích. V roce 2010 sídliště obývaly 1 362 osoby, tedy 38,4 % obyvatelstva celé obce.
V současnosti plní Pohvizdov roli severního předměstí Polského Těšína. Počet obyvatel stoupá následkem suburbanizace. Dojíždějí sem linky č. 30 a 32 těšínské MHD. V 80. a 90. letech se dokonce uvažovalo o připojení obce k městu.
Probíhá tudy železniční trať Těšín–Žibřidovice, železniční zastávka se nachází mezi starým centrem vesnice a sídlištěm.